# Movimento (álbum de Gil)
Movimento é o segundo álbum da cantora brasileira Gil, lançado pela Abril Music e vendendo ao todo 100 mil cópias.

## Recepção e Crítica
Erick Melo da revista eletrônica voltada ao axé music, Carnasite, fez uma revisão do álbum da cantora, classificando-o como abaixo de tudo feito antes por Gil. Erick iniciou a crítica sobre o álbum com "Peraê, cadê o axé? Sai o gostoso bate-lata e entra o irritante bate-estaca", acrescentando:
| “ | O que era para ser um conto de fadas, com direito a discos de ouro e platina, hits nas FMs, shows por todo o Brasil, anda se transformando num incrível pesadelo. Há quase dois anos a cantora Gil deixou os vocais da Banda Beijo para tentar à sorte na carreira solo, porém até agora… nada de positivo aconteceu! Todos os sonhos e projetos naufragaram… E pior, a cantora anda perdendo até o seu público fiel. Motivos para essa queda livre não faltam. O primeiro e maior erro da cantora foi a sua brusca mudança musical. Nos tempos da Banda Beijo ela mesclava vibrantes músicas de trio elétrico, com gostosas e apaixonantes baladinhas. Contudo, desde que migrou para a carreira solo, Gil tem flertado bastante com a música eletrônica e os ritmos caribenhos, deixando a axé music totalmente de lado! Além disso, Gil não tem mais aquela energia do início da carreira. Muitos fãs da cantora reclamam que ela perdeu a alegria, e sobretudo a sua marcante personalidade. O novo figurino e tipo físico da ex-vocalista da Banda Beijo, por exemplo, não combinam com a sua pessoa e sobretudo com o seu passado. Até o jeito de falar da cantora não é mais o mesmo… Parece que ela não está feliz, que está sendo controlada por seus assessores 24 horas por dia! Gil anda parecendo um boneco de ventríloquo: que não pensa e nem age de forma natural! A cativante Gilmelândia morreu! É coisa do passado! Uma pena! No seu lugar nasceu uma cantora totalmente perdida musicalmente. Que atira para todos os lados: música eletrônica, dance de FM, ritmos caribenhos, baladas românticas, xote, baião, maracatu, samba, pop, brega e até rap – que horror! Já o axé que é bom… nada! Se no primeiro CD solo a cantora investiu pesado nos ritmos caribenhos e baladinhas românticas, em “Movimento” ela usou e abusou da música eletrônica. Praticamente todas as canções possuem elementos do chato bate-estaca! A cantora conseguiu estragar até a bela e empolgante “O Beijo”, do mestre Luiz Caldas. Nada a ver a sua nova versão dance/pop/axé! | ” |

## Faixas
| N.º | Título                          | Duração |  |
| 1.  | "Vou Badalar (Final de Semana)" |         |  |
| 2.  | "Miau"                          |         |  |
| 3.  | "Balada Quente"                 |         |  |
| 4.  | "Mon Amour, Meu Bem, Ma Femme"  |         |  |
| 5.  | "Minha Fantasia"                |         |  |
| 6.  | "Movimento"                     |         |  |
| 7.  | "Pra Cima"                      |         |  |
| 8.  | "Voraz"                         |         |  |
| 9.  | "Saia de Baixo"                 |         |  |
| 10. | "Tic Tac"                       |         |  |
| 11. | "Afins"                         |         |  |
| 12. | "Rebola, Embola"                |         |  |
| 13. | "O Beijo"                       |         |  |

### Singles
- Miau
- Balada Quente
- Vou Badalar (Final de Semana)